# Golden Globe 1957
La 14ª edizione della cerimonia di premiazione dei Golden Globe si è tenuta il 28 febbraio 1957 al Cocoanut Grove dell'Ambassador Hotel di Los Angeles, California.

## Premi per il cinema
Vengono di seguito indicati in grassetto i vincitori. Ove ricorrente e disponibile, viene indicato il titolo in lingua italiana e quello in lingua originale tra parentesi.

### Miglior film drammatico
- Il giro del mondo in 80 giorni (Around the World in 80 Days), regia di Michael Anderson
- Brama di vivere (Lust for Life), regia di Vincente Minnelli
- Il gigante (Giant), regia di George Stevens
- Guerra e pace (War and Peace), regia di King Vidor
- Il mago della pioggia (The Rainmaker), regia di Joseph Anthony

### Miglior film commedia o musicale
- Il re ed io (The King and I), regia di Walter Lang
- Una Cadillac tutta d'oro (The Solid Gold Cadillac), regia di Richard Quine
- La casa da tè alla luna d'agosto (The Teahouse of the August Moon), regia di Daniel Mann
- Fermata d'autobus (Bus Stop), regia di Joshua Logan
- Sesso debole? (The Opposite Sex), regia di David Miller

### Miglior film promotore di Amicizia Internazionale
- Inno di battaglia (Battle Hymn), regia di Douglas Sirk
- La casa da tè alla luna d'agosto (The Teahouse of the August Moon), regia di Daniel Mann
- La legge del Signore (Friendly Persuasion), regia di William Wyler
- La più grande corrida (The Brave One), regia di Irving Rapper
- Il re ed io (The King and I), regia di Walter Lang

### Miglior regista
- Elia Kazan - Baby Doll - La bambola viva (Baby Doll)
- Michael Anderson - Il giro del mondo in 80 giorni (Around the World in 80 Days)
- Vincente Minnelli - Brama di vivere (Lust for Life)
- George Stevens - Il gigante (Giant)
- King Vidor - Guerra e pace (War and Peace)

### Miglior attore in un film drammatico
- Kirk Douglas - Brama di vivere (Lust for Life)
- Gary Cooper - La legge del Signore (Friendly Persuasion)
- Charlton Heston - I dieci comandamenti (The Ten Commandments)
- Burt Lancaster - Il mago della pioggia (The Rainmaker)
- Karl Malden - Baby Doll - La bambola viva (Baby Doll)

### Miglior attrice in un film drammatico
- Ingrid Bergman - Anastasia (Anastasia)
- Carroll Baker - Baby Doll - La bambola viva (Baby Doll)
- Helen Hayes - Anastasia
- Audrey Hepburn - Guerra e pace (War and Peace)
- Katharine Hepburn - Il mago della pioggia (The Rainmaker)

### Miglior attore in un film commedia o musicale
- Cantinflas - Il giro del mondo in 80 giorni (Around the World in 80 Days)
- Marlon Brando - La casa da tè alla luna d'agosto (The Teahouse of the August Moon)
- Yul Brynner - Il re ed io (The King and I)
- Glenn Ford - La casa da tè alla luna d'agosto (The Teahouse of the August Moon)
- Danny Kaye - Il giullare del re (The Court Jester)

### Migliore attrice in un film commedia o musicale
- Deborah Kerr - Il re ed io (The King and I)
- Judy Holliday - Una Cadillac tutta d'oro (The Solid Gold Cadillac)
- Machiko Kyō - La casa da tè alla luna d'agosto (The Teahouse of the August Moon)
- Marilyn Monroe - Fermata d'autobus (Bus Stop)
- Debbie Reynolds - Un turbine di gioia (Bundle of Joy)

### Miglior attore non protagonista
- Earl Holliman - Il mago della pioggia (The Rainmaker)
- Eddie Albert - La casa da tè alla luna d'agosto (The Teahouse of the August Moon)
- Oskar Homolka - Guerra e pace (War and Peace)
- Anthony Quinn - Brama di vivere (Lust for Life)
- Eli Wallach - Baby Doll - La bambola viva (Baby Doll)

### Migliore attrice non protagonista
- Eileen Heckart - Il giglio nero (The Bad Seed)
- Mildred Dunnock - Baby Doll - La bambola viva (Baby Doll)
- Marjorie Main - La legge del Signore (Friendly Persuasion)
- Dorothy Malone - Come le foglie al vento (Written on the Wind)
- Patty McCormack - Il giglio nero (The Bad Seed)

### Migliore attore debuttante
- John Kerr
- Paul Newman
- Anthony Perkins
- Jacques Bergerac (Francia) miglior debuttante straniero

### Migliore attrice debuttante
- Carroll Baker
- Jayne Mansfield
- Natalie Wood
- Taina Elg (Finlandia)  miglior debuttante straniera

### Miglior film straniero in lingua inglese
- Riccardo III (Richard III), regia di Laurence Olivier

### Miglior film straniero in lingua straniera
- Il bianco pastore di renne (Valkoinen peura), regia di Erik Blomberg (Finlandia)
- Guerra e pace (War and Peace), regia di King Vidor (Italia)
- Ragazza in nero (To Koritsi me ta mavra), regia di Michael Cacoyannis (Grecia)
- Taiyo to bara, regia di Keisuke Kinoshita (Giappone)
- Vor Sonnenuntergang, regia di Gottfried Reinhardt (Germania)

## Premi per la televisione

### Miglior trasmissione televisiva
- Cheyenne (Cheyenne)
- Il club di Topolino (The Mickey Mouse Club)
- Matinee Theatre (Matinee Theatre)
- Playhouse 90 (Playhouse 90)
- This Is Your Life (This Is Your Life)

## Premi onorari
- Golden Globe alla carriera: Mervyn LeRoy
- Golden Globe Speciale
  - Edwin Schallert per lo sviluppo nell'industria cinematografica
  - Elizabeth Taylor per le sue interpretazioni
  - Dimitri Tiomkin per le sue colonne sonore
- Henrietta Award
  - Il miglior attore del mondo: James Dean
  - La miglior attrice del mondo: Kim Novak
- Hollywood Citizenship Award: Ronald Reagan